# Hermeskeil
Hermeskeil is een stad in het district (Landkreis) Trier-Saarburg in de Duitse deelstaat Rijnland-Palts. Hermeskeil telt 6.688 inwoners.

## Bezienswaardigheden
- de Flugausstellung L. + P. Junior, een van Europa's grootste privé-tentoonstellingen op luchtvaartgebied.
- het Stoomlocomotiefmuseum Hermeskeil[2]